# William C. McCauslen
William Cochran McCauslen (* 1796 in Steubenville, Ohio; † 13. März 1863 ebenda) war ein US-amerikanischer Politiker. Zwischen 1843 und 1845 vertrat er den Bundesstaat Ohio im US-Repräsentantenhaus.

## Werdegang
William McCauslen besuchte die öffentlichen Schulen seiner Heimat. Nach einem anschließenden Jurastudium und seiner Zulassung als Rechtsanwalt begann er in Steubenville in diesem Beruf zu praktizieren. Für einige Zeit arbeitete er als Anwalt mit dem späteren Kriegsminister Edwin M. Stanton zusammen. Politisch schloss er sich der 1828 gegründeten Demokratischen Partei an. In den Jahren 1829, 1830, 1832, und 1833 war er Abgeordneter im Repräsentantenhaus von Ohio. Außerdem gab er in Steubenville eine Demokratische Zeitung heraus.
Bei den Kongresswahlen des Jahres 1842 wurde McCauslen im 17. Wahlbezirk von Ohio in das US-Repräsentantenhaus in Washington, D.C. gewählt, wo er am 4. März 1843 die Nachfolge von John Hastings antrat. Bis zum 3. März 1845 konnte er eine Legislaturperiode im Kongress absolvieren. Diese Zeit war von den Spannungen zwischen Präsident John Tyler und den Whigs geprägt. Außerdem wurde damals bereits über eine mögliche Annexion der seit 1836 von Mexiko unabhängigen Republik Texas diskutiert.
Zwischen August 1846 und Juli 1847 war McCauslen während des Mexikanisch-Amerikanischen Krieges Hauptmann in einem Infanterieregiment aus Ohio. Politisch ist er nicht mehr in Erscheinung getreten. Er starb am 13. März 1863 in Steubenville, wo er auch beigesetzt wurde.